# فرس
الفَرَس، جماعته الخَيْل، وذكره الحِصَان، وأنثاه الحِجْر وصغيره المُهْر، هو حيوان ثديي وحيد الحافر، من الفصيلة الخيلية، يستعمل للركوب وللجر وغيرها. وللخيول أنواع متعددة، تتفاوت فيما بينها تفاوتاً كبيراً في الشكل والحجم والسرعة والقدرة على التحمل، فمنها: الفرس العربي والفرس المهجن الأصيل بين العربي والإنجليزي والمخصص لسباقات الأرض المنبسطة (بالإنجليزية: Flat Racing)‏ الأشهر في العالم والفرس البربري.

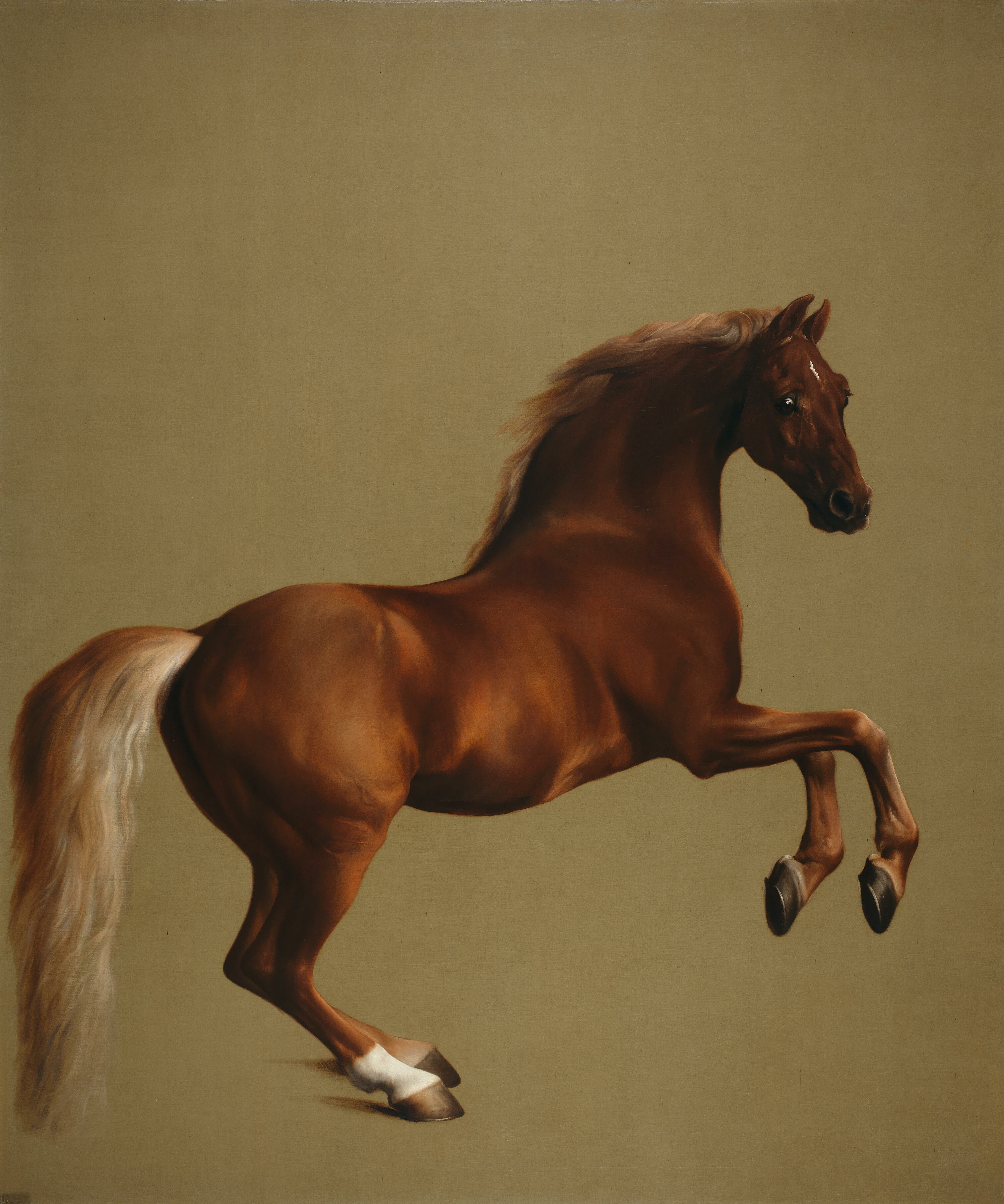
ويسل جاكيت عبارة عن لوحة زيتية من عام 1762 بريشة جورج ستابس، تصور فرس السباق «مركيز» الحصان الخاص بماركيز روكنغهام بالحجم الطبيعي تقريبًا على خلفية فراغة. حصل المعرض الوطني في لندن عليها مقابل 11 مليون جنيه إسترليني.

للخيول ألوان كثيرة، ومن أشهر ألوانه الكميت والأشقر والأحمر والعسلي والأسود والأشهب والأبيض. من صفات الجمال والمحاسن للخيول هو وجود الحجل لديها (البياض فوق الحافر)، وكذلك الغرة (البياض في الجبهة)، وسعة العينين والمنخارين واتساع الجبهة واستقامة الظهر وانتظام القوائم وتقوس الرقبة وقوة العضلات وضيق الخصر.
يمتلك الفرس 32 زوجًا من الصبغيات (الكروموسومات). في حين يمتلك الإنسان 23 زوجًا.
عرف الإنسان الفرس منذ العصر الحجري، واعتمد المؤرخون على ظهوره وفترة تحديدها بالنسبة للرسوم الصخرية التي سجلت صوراً للأفراس. جلبت الخيول من آسيا من قبل البدو حيث يعتقد بأنهم أول من استأنسها، ثم نقلوها إلى الصين فآسيا الصغرى وأوروبا وسوريا والبلاد العربية ومصر، ومن الشعوب التي اشتهرت بذلك الأمازيغ في بليبيا. ويعتبر اقتناء الخيل والاهتمام بها في الماضي مظهراً من مظاهر القوة والجاه والسلطان، وكان للخيل الدور الهام في حياة العرب.
ولكن لم يكن ترويض الفرس لدى الإنسان القديم ممكناً حتى تمكن من ابتكار بعض الأدوات ومنها أدوات الصيد النافعة والرائعة.

## الفرس العربي

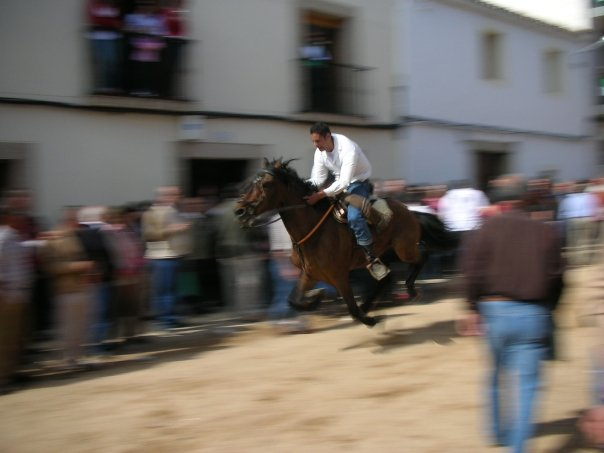
الفرس العربي من أجود وأسرع أنواع الخيول، وقد تم تهجينه في أوروبا وبكثرة.

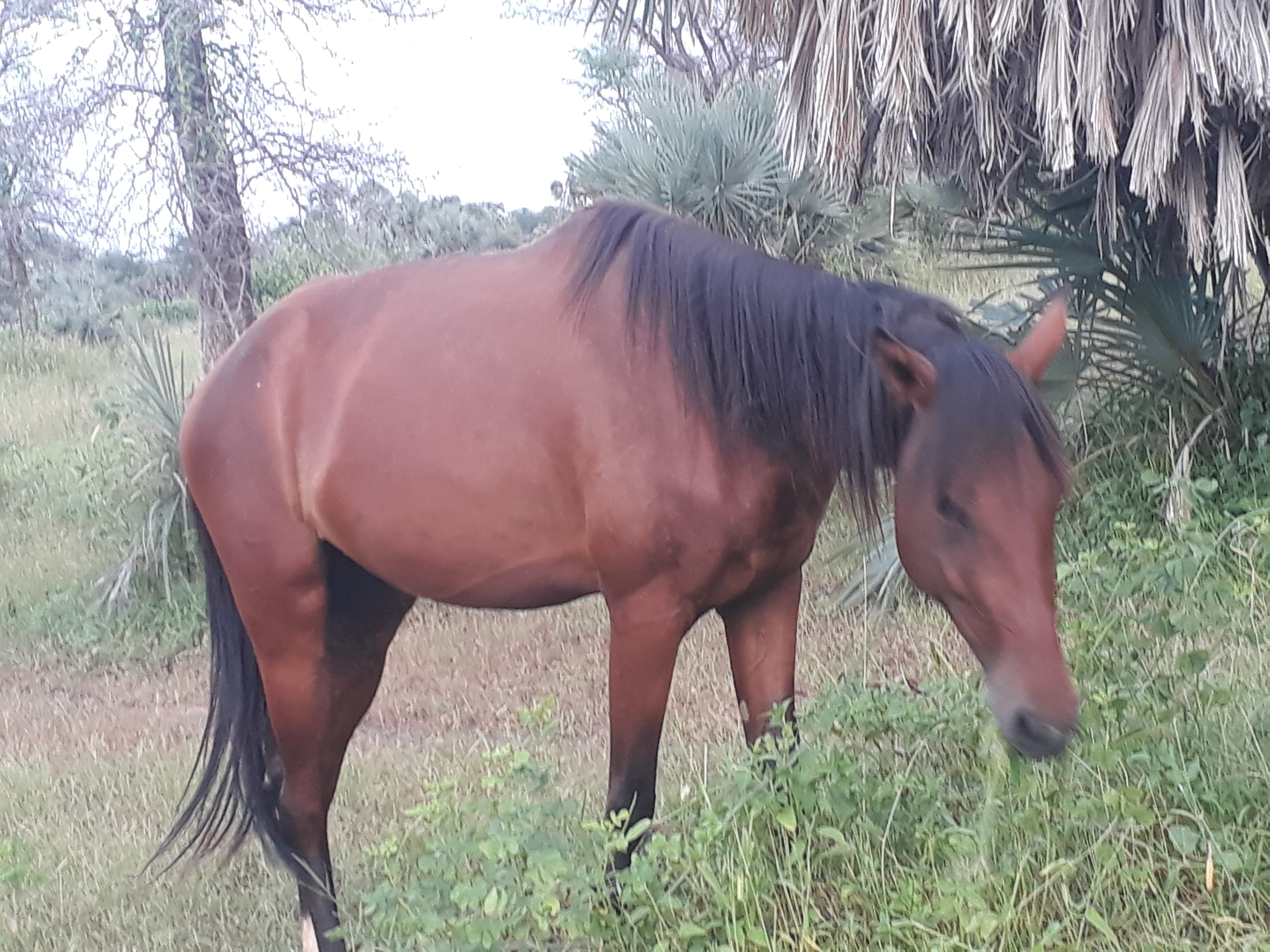
حصان يأكل العشب

يُعد الفرس العربي من أعرق سلالات الخيول في العالم وأغلاها ثمناً، ويرجع ذلك إلى عناية العرب بسلالات خيولهم الممتازة والمحافظة على أنسابها، مما جعلها أفضل الخيول الموجودة الآن في العالم، وأجودها على الإطلاق. فهي تجمع بين جمال الهيئة، وتناسب الأعضاء، ورشاقة الحركة، وسرعة العدو من جهة، وحدة الذكاء، والمقدرة العالية على التّكيُف فالفرس العربي الأصيل يعتبر من أقدم الجياد على الإطلاق بدمه الأصيل، بل إن الحقائق التاريخية تشير إلى أن بلاد العرب لم تعرف إلا سلالة واحدة من الخيل الأصيل استخدمت لغرضين اثنين هما الحرب والسباقات.
يمتاز الفرس العربي بصفات الجمال والشجاعة ولهُ خمس عائلات عرفت عند العرب كل عائلة تمتاز بصفة تميزت بها عن الأخرى وتجتمع كل العائلات الخمس في صفة موحدة وهي أن قدرة حمل الأوكسجين في كريات الدم لديه أكثر من غيرهِ من الخيول الأخرى. وكما عرف عنه حدة الذكاء ومعرفة صاحبه وحفاظه على سلامته، وقد أعجب الأوروبيون بالفرس العربي عندما رأوه في الحملات الصليبية لجمالهِ ورشاقتهِ وخفة حركته مما يزيد من مهارة المحارب فوقه، وحرص القادة على اقتنائه ومن ثم هجن مع خيول أوروبا فنتج عنه خيول السباق التي نراها اليوم، ومن الملاحظ على خيول السباق سرعة إصابتها في أوتار القوائم، وعند الأمهار تحت سن الخمس سنوات حدوث التهاب وكسور ميكروسكوبية في الجهة الأمامية لعظمة الساق الأمامية (عظمة المدفع) والمتعارف عليه بالشرشرة (شور شن) وأصلها (Sore Shin)، مع قلة الإصابات في الخيول الأصيلة التي لم تهجن.

## معنى الأصالة

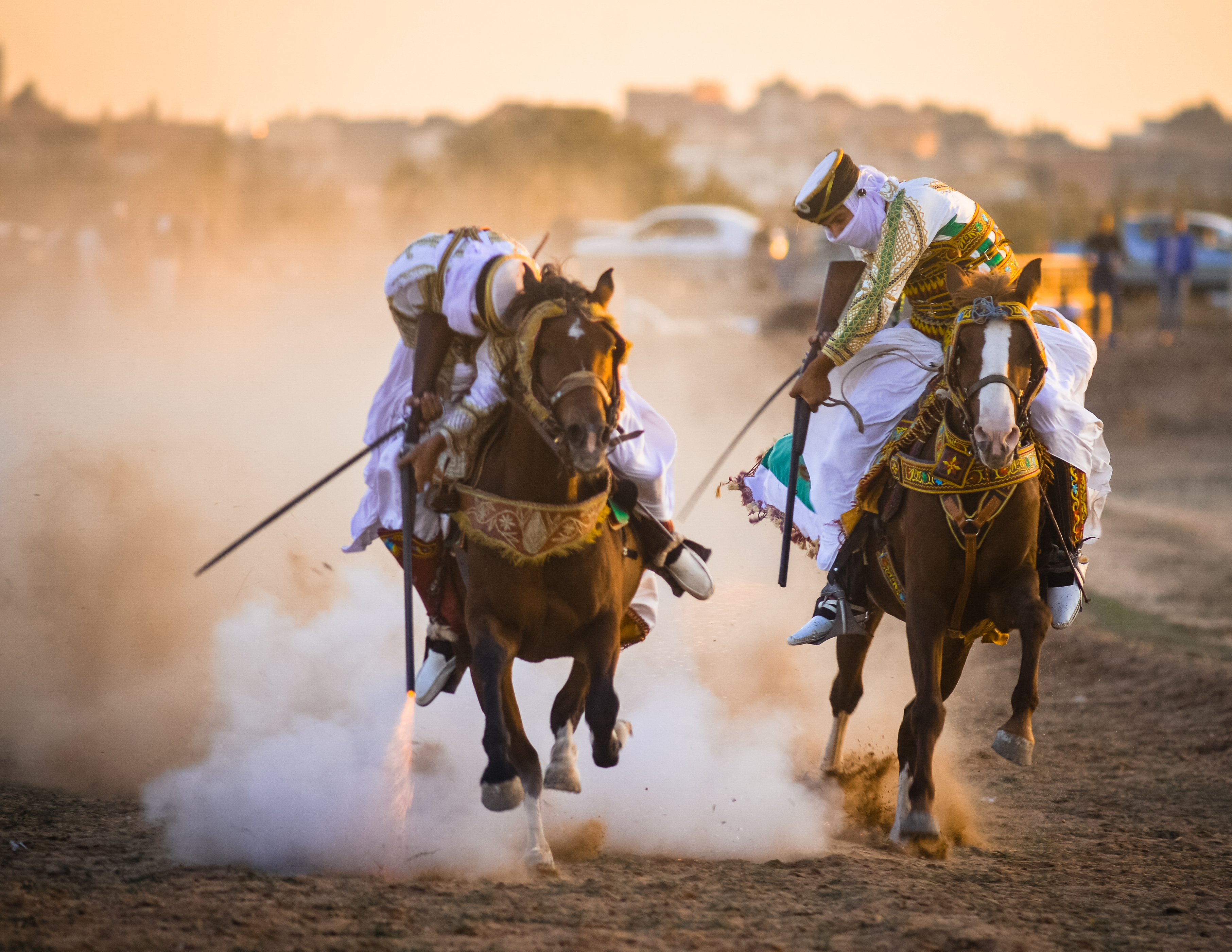

تعتبر الأصالة للخيل إحدى أهم الخصائص التي يبحث عنها، وتعود الأصالة في الخيل إلى أن ميلادها كان من سلالة أصلية دون الاختلاط بأعراق أخرى من جنس الفرس، إضافة إلى ضرورة وجود سلالة بصفة مستمرة. وحسب رأي المؤرخين فإن الخيل العربية الأصيلة هي الخيل ذات السلالة الأصيلة الوحيدة للخيول العربية؛ أي أن خيول السلالات الأخرى تسمى خيول (هجينة) وليست خيولا أصيلة ذات عرق نقي، فالفرس العربي الأصيل هجن لإعطاء أنواع أخرى وهي جميع الأنواع التي تسمى هجينة، وكلمة أصيل يعتقد البعض أنها تطلق على الخيل العربية فقط، وهي تطلق على جميع الخيول التي تحتفظ بصفات سلالتها دون مخالطة، سواء كانت عربية أو أوروبية أو غيرها. ومن سلالات الخيل المصرية والكردية وخيول هضبة الأناضول والمنغولية وغيرها الكثير.

## خصائص الخيول الأصيلة

### شكله الخارجي
'''الرأس:
إنه أول ما يلفت النظر في الفرس العربي، وهو مؤشر مهم على أصالته، على مزاجه وصفاته. إن الانطباع الأول الذي يأخذه المشاهد عن رأس الفرس وحجمه الإجمالي، وشكله، ونعومة جلده، وشفافيته. فإذا كان الرأس صغيراً بعض الشيء، ناعم الجلد، خالياً من الوبر عند العينين والفم، وإذا كانت العينان كبيرتان صافيتان، والأذنان صغيرتان، نستطيع القول إن هذا الفرس من عرق أصيل، لأن هذه الصفات تدل على أصالة العروق ونقاء دمها. وقد نصادف أحياناً عروقاً على درجة كبيرة من الأصالة، ولا تتمتع بهذه الأوصاف كاملة، كأن يكون الرأس كبيراً في الوقت نفسه التي تدل فيه ملامحه وأعضاؤه على الأصالة. وقد يكون صغيراً وفي الوقت نفسه غير أصيل. ولكن الرأس الصغير هو المفضل غالباً، وخاصةً عند الذين يعشقون ركوب الخيل.
'''العنق:
العنق هو العضو الذي يصل الرأس بالجذع، ويحكم على عنق الفرس من خلال طولها، وسمانة عضلاتها، وشكلها، وطريقة اتصالها بالجذع. إن شكل العنق يؤثر تأثيرا مباشراً على عملية القيادة، فإذا كانت تشبه عنق الأيل، أصبح بإمكانه التخلص من تأثير اللجام عليه، فيصبح بالتالي صعب الانقياد، فلا ينصاع لأوامر قائده، وخاصة إذا كان ذا طبع عصبي، وهذه الأمور تفقده الكثير من قيمته. أما إذا كانت عنقه طويلة، فإنه يكون طائعاً في الانقياد، والعنق الطويلة لا تزعج راكبي الأفراس عند العدو السريع.
للعنق أهمية كبيرة في جسم الجواد، فعلى طولها وقصرها تتوقف حركته، ويعرف عتقه أو هجنته، وللعنق تأثير كبير على ميكانيكية الحركة عند الفرس، كما لها تأثير كبير على توازنه أثناء عدوه، فالعنق الطويلة تساعد الخيول على العدو السريع ولذلك نرى أن خيول السباق جميعها تتمتع عادة بعنق طويلة على شيء من النحافة.
'''الجذع:
الجذع هو الأهم بالنسبة إلى الفرس، فعليه تتوقف قوة الفرس، وسرعته، ومقدار صبره وأفضله ما كان أملس الجلد، ناعمه، قوي العضلات، عالي المتن، مشرف الغارب، خالياً من الدهن، متناسق الأعضاء، جميل الشكل، واسع القفص الصدري، متوسط الحجم، علماً أن وزن الفرس العربي الأصيل يتراوح بين 350 و400 كيلو جرام، وأن قامته تتراوح بين 1.40 متر و1.60 متر، لكن القامة الغالبة تتراوح بين 1.45 متر و1.50 متر.
ويتكون الجذع من الصدر، المنكبان، الغارب أو الكاهل أو الحارك، المحزم، الظهر أو الصهوة أو المتن، الأضلاع، البطن، القطاة، والغرابان.
'''القائمتان الأماميتان:
تتألف كل قائمة من قائمتي الفرس الأماميتين من الكتف، العضد، المرفق، الساعد، الركبة، الوظيف، الحوشب، الرسغ، وأخيرا الحافر.
'''القائمتان الخلفيتان:
إن القائمتين الخلفيتين للفرس تشكلان مع الردف مصدراَ للحركة، وعليها تتوقف قوة الاندفاع. ونميز فيها الحجبات، الأليتين، المجر، الفرج، الوركين، الفخذين، العرقوبين، الساقين أو الوظيفين، الحوشبين أو الرمانتين، الإكليلين، الثنن، الرسغين، والحافرين.

### غذاؤه
يتغذى الفرس عادة على الحشائش، وأمعاؤه الغليظة تحورت لهضم الأعلاف. إن الاحتياج اليومي الطبيعي من الغذاء له حوالي 1 كلغم (2 باوند) من الغذاء الجاف لكل 50 كلغم (100 باوند) من وزن الجسم، ويمكن أن تكون بكاملها من التبن أو الحشائش وذلك للخيول البالغة منها، ولمزيد من الطاقة لخيول السباق أو التي تقوم بأعمال جرّ أو حرث أو لنمو الصغار فيتم حساب 0.5 كلغم لكل 50 كلغم من وزن الجسم من الحبوب كجزء من العليقة.

### مشيته
إن المشيات المعروفة للفرس أربعة وهي :
• المسار (Walk) : وهو المشي العادي.
• الخبب (Trot) : وهي نقل القوائم اليمنى معاً تارة واليسرى معاً تارة أخرى.
• العدو (Canter) : وهو العدو بانتظام.

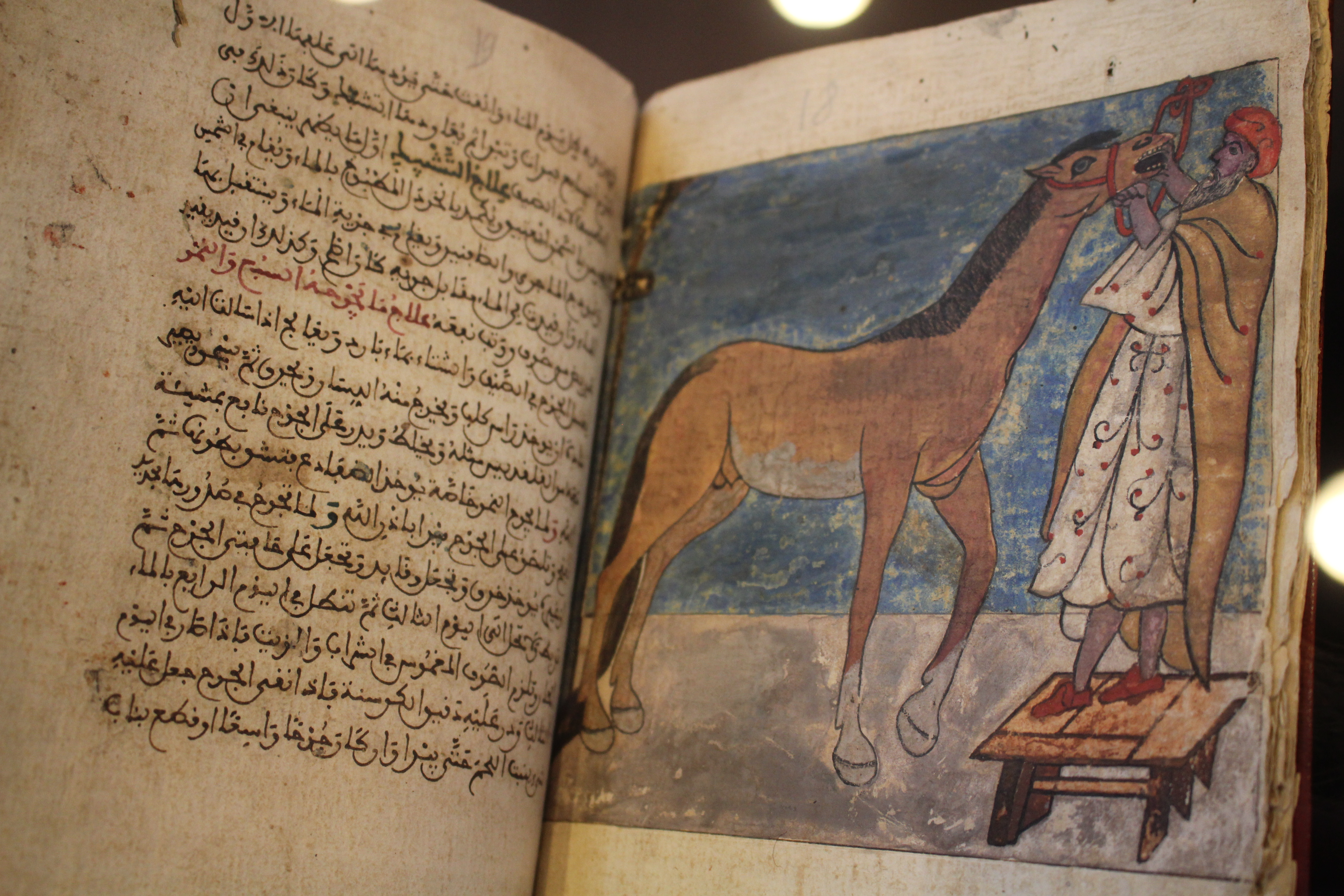
مخطوطة منمقة لكتاب بيطري عن كيفية العناية بالخيل 1714 (محفوظة بالخزانة الحسنية بالرباط)

• العدو السريع (Gallop) : وهو الجري السريع.

### أماكن عيشه
تعيش الأفراس في مساكن مختلفة ومتنوعة تتراوح من المناطق الاستوائيّة إلى الغابات إلى الحقول والسهول. وبما أن الأفراس محبوبة من طرف المربين فهي منتشرة في جميع القارات والبلدان. وقد نجد الأفراس حتى في الصحراء وتكون هذه الأفراس مختلفة في خصائصها الجسمانية عن باقي الخيول العادية من أجل التكيف مع الظروف المناخية الجافة.

## ميزات الفرس العربي الأصيل
يمتاز الفرس العربي بالجمال الفائق الذي يميزه عن بقية الخيول في العالم. فمن الصفات الجميلة في الفرس العربي أنه يمتاز بوجه صغير جميل وعينين واسعتين وأذنين صغيرتين وتقعر خفيف في الوجه مما يضفي عليه نوعا من الجمال الوحشي في بعض الأحيان. وكذلك يتميز الفرس العربي بكبر حجم الصدر الذي إن دل على شيء فإنما يدل على كبر حجم رئتيه، ما يؤهله للقيام بالأعمال الشاقة وتفرده في سباقات الخيل للمسافات الطويلة (الماراثون). ويتميز أيضا الفرس العربي بوجود تقعر خفيف في منطقة الظهر والتي تعتبر من محاسن الفرس العربي. وتتميز أرجل الفرس العربي بالقوة والمتانة وهي التي تؤهله للقيام بأعمال شاقة سواء في الحرب أو السباق.

## الفرس في التاريخ

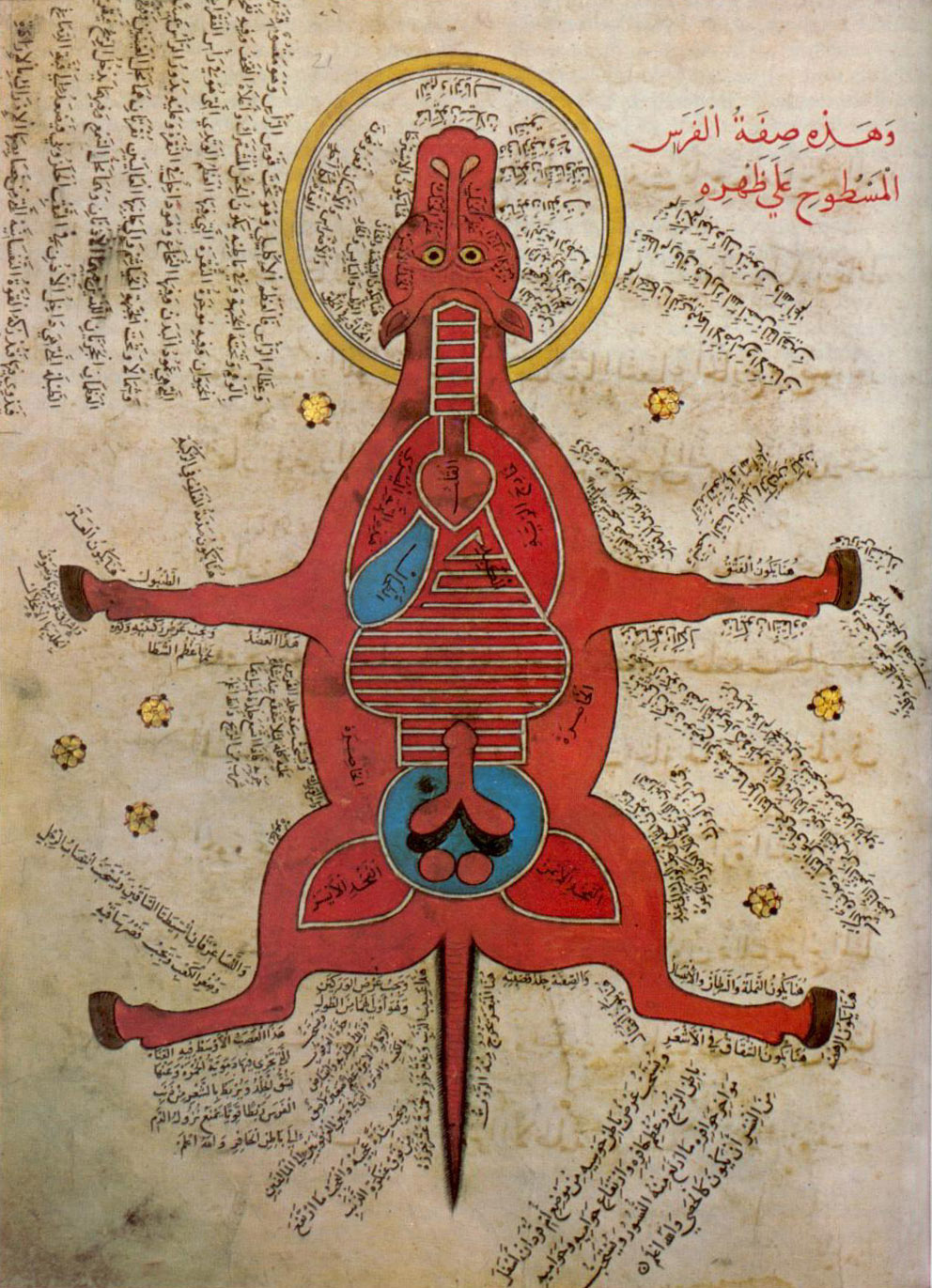
وثيقة مصرية من القرن الخامس العشر عن تشريح جسم الفرس

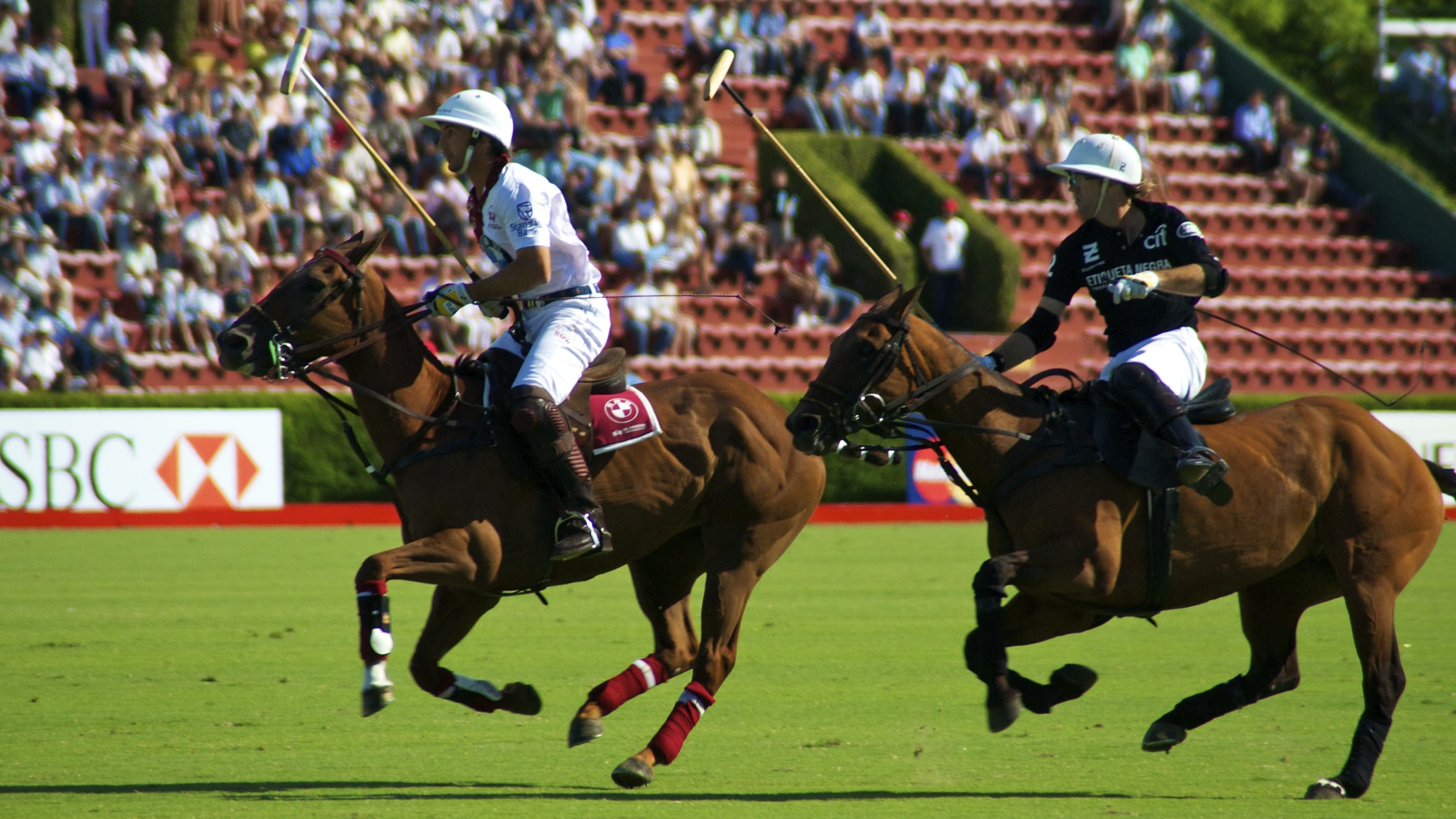
تستخدم الخيول أيضاً في الألعاب الرياضية مثل البولو.

في الفترات الأولى استخدم الفرس للحرب والمباهاة والتفاخر. ظهر الفرس في أفريقيا مع غزو الهكسوس لمصر في حوالي القرن الخامس عشر قبل الميلاد وذلك لجر العجلات الخفيفة، ولم يستخدم الحصان في أعمال المزارع والجر إلا في القرن الـ 19. وكان في البداية يركب عاري الظهر ولم يستخدم السرج ولا اللجام حيث لم يكن قد اكتشف ذلك، وأول ما استخدمت كان مع الفرس العربي الأصيل.[بحاجة لمصدر]
لم يفقد الفرس منزلته مع التقدم الحضاري الحاصل بل في الواقع زاد الاهتمام به وخصوصاً الخيول الأصيلة فلها الإسطبلات الراقية والاستعراضات والسباقات والأطباء البيطريون الذين يعتنون ويشرفون عليها ويضمنون راحتها.

## السلالات
- قائمة سلالات الخيل